# Goldene Kamera 1989
Die Verleihung der Goldenen Kamera 1989 fand am 10. Februar 1990 im Martin-Gropius-Bau in Berlin statt. Es war die 25. Verleihung dieser Auszeichnung. Das Publikum wurde durch Peter Tamm, den Vorstandsvorsitzenden des Axel-Springer-Verlages, begrüßt. Die Verleihung der Preise sowie die Moderation übernahm Dagmar Berghoff. An der Veranstaltung nahmen etwa 800 Gäste teil. Die Verleihung wurde am 10. Februar 1990 live im ZDF übertragen. Die Leser wählten in der Kategorie Beliebtester Seriendarsteller/in ihre Favoriten.

## Preisträger

### Beliebtester Seriendarsteller/in
- Uschi Glas – Zwei Münchner in Hamburg (1. Platz der Hörzu-Leserwahl)
- Manfred Krug – Liebling Kreuzberg (1. Platz der Hörzu-Leserwahl)

### Beste Nachwuchsschauspielerin
- Renan Demirkan (Lilli-Palmer-Gedächtniskamera)

### Bester Tennisspieler & Dreifacher Wimbledon-Sieger
- Boris Becker

### Beste Tennisspielerin & Weltranglisten-Erste
- Steffi Graf

### Entdeckung des Jahres
- Maja Maranow – Tatort: Täter und Opfer, Rivalen der Rennbahn und Der neue Mann
- Katja Riemann – Sommer in Lesmona, Die Bertinis, Der Fahnder, Tatort: Katjas Schweigen

### Preis für Bewegung im deutschen Fernsehen
- Helmut Thoma (RTL-plus-Chef)

### Preis für Volk der DDR
- Friedrich Magirius (Superintendent)

### Tierfilmer
- Ernst Arendt
- Hans Schweiger – Tiere vor der Kamera

### Auszeichnungen für internationale Gäste

#### Schauspieler
- Ben Kingsley – Recht, nicht Rache

#### Schauspieler & Produzent
- Michael Douglas – Wall Street und Eine verhängnisvolle Affäre

#### Lebenswerk
- Liza Minnelli – Rolle Sally Bowles im Film Cabaret, 16 ausverkaufte Konzerte in der Carnegie Hall in Manhattan in New York City, Wetten, dass …?-Auftritt

## Weblink
- offizielle Website